# Gordon Browning

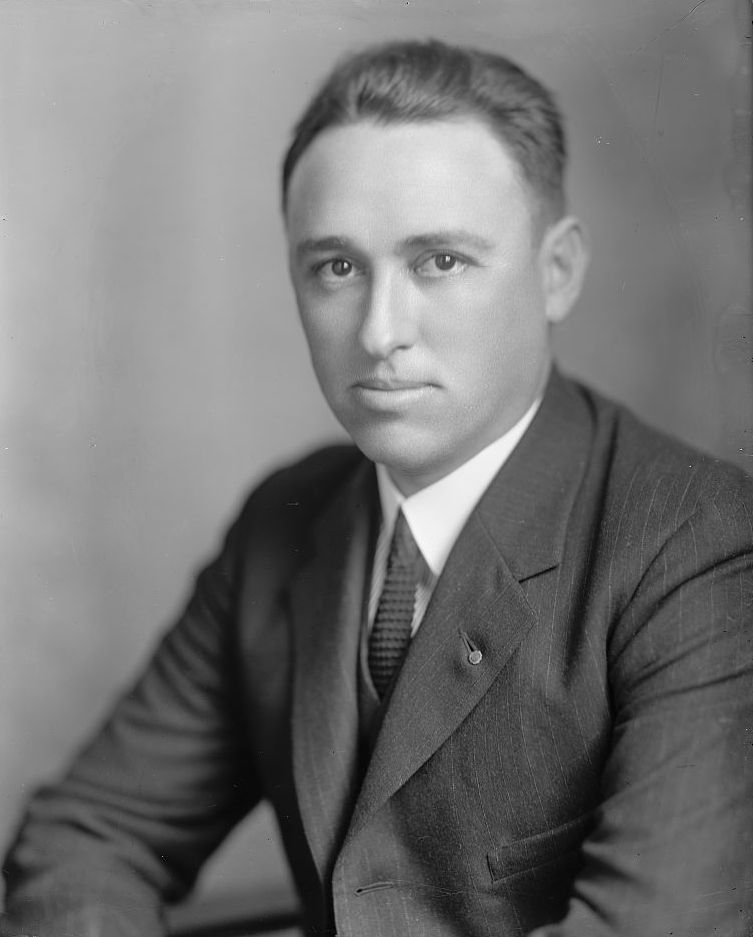
Gordon Browning

Gordon Weaver Browning (* 22. November 1889 im Carroll County, Tennessee; † 23. Mai 1976 in Huntingdon, Tennessee) war ein US-amerikanischer Politiker und 42. sowie 45. Gouverneur des Bundesstaates Tennessee.

## Frühe Jahre und politischer Aufstieg
Nach dem Schulbesuch absolvierte Browning die Valparaiso University. Es folgte ein Jurastudium an der Cumberland School of Law, das er 1915 erfolgreich abschloss. Daraufhin ließ er sich in Huntingdon als Rechtsanwalt nieder. Während des Ersten Weltkrieges war er als Hauptmann (Captain) bei den amerikanischen Expeditionsstreitkräften in Europa.
Seine politische Karriere begann 1920, als er sich erfolglos um einen Sitz im US-Repräsentantenhaus bewarb. 1922 hatte der demokratische Politiker mehr Erfolg: Er schaffte den Sprung in den Kongress nach Washington und behielt sein Mandat bis 1935. Ein Versuch, 1934 in den US-Senat gewählt zu werden, scheiterte. Als die Gouverneurswahlen von 1936 näher rückten, war klar, dass Amtsinhaber Harry Hill McAlister nicht mehr antreten würde. Dieser hatte die Unterstützung des einflussreichen Edward Crump verloren. Crump hatte in der ersten Hälfte des 20. Jahrhunderts eine politische Organisation aufgebaut, die die Innenpolitik nicht nur Tennessees, sondern auch auf Bundesebene teilweise kontrollierte. Sein Einfluss hielt bis Ende der 1940er Jahre an. Nachdem Crump nun McAlister fallengelassen hatte, unterstützte er Browning und verhalf ihm 1936 zur Wahl zum Gouverneur.

## Gouverneur von Tennessee
Als Gouverneur wollte Browning den seit der Depression und einem Skandal um Gouverneur Henry Hollis Horton belasteten Staatshaushalt sanieren. Darüber hinaus sollte das Bildungswesen weiter ausgebaut werden. Auch das Straßennetz wurde erweitert. Der Gouverneur unterstützte das Tennessee-Valley-Authority-Programm der Bundesregierung und förderte dessen Durchführung. Im Zuge der Sozialgesetzgebung auf Bundesebene führte er die Altersrente ein. Als 1937 ein Sitz im US-Senat frei wurde, verzichtete Browning auf seine Chance, um seine Reformen in Tennessee beenden zu können. Gleichzeitig kam es zum Bruch mit seinem Verbündeten Crump. Die Persönlichkeiten beider Männer waren zu unterschiedlich, um längerfristig zusammenarbeiten zu können. Für die Wahlen des Jahres 1938 unterstützte Crump Prentice Cooper, der dann Browning aus dem Amt verdrängte. Nach dem Ende der Amtszeit Anfang 1939 arbeitete Browning als Rechtsanwalt und als Richter im 8. Gerichtsbezirk des Staates. Nach seiner Militärzeit im Zweiten Weltkrieg kehrte Browning 1946 auf die politische Bühne zurück. In diesem Jahr unternahm er einen erfolglosen Versuch, in das Parlament von Tennessee gewählt zu werden.
1948 kandidierte er wieder für das Amt des Gouverneurs. Es gelang ihm, den Amtsinhaber Jim Nance McCord aus dem Amt zu drängen. Dieser Wahlsieg und die gleichzeitige erfolgreiche Wahl von Estes Kefauver in den US-Senat markierten den Niedergang von Crumps Einfluss auf die politische Szene, sowohl in Tennessee, als auch im Bund. Brownings neue Amtszeit brachte neue Gesetze zur Verbesserung des Bildungswesens. So wurden ein Mindestlohn für Lehrer festgelegt, Gelder für Schulneubauten zur Verfügung gestellt und ein Rentensystem für Lehrer eingeführt. Der Straßenausbau wurde weiter vorangetrieben. Die Wählersteuer (Poll Tax) für Frauen und Kriegsveteranen für die Vorwahlen (Primaries) wurde abgeschafft. 1950 setzte sich Browning innerparteilich gegen Clifford Allen durch. Das war schon gleichbedeutend mit dem Wahlsieg, weil die Republikaner erstmals seit den Tagen des Bürgerkrieges keinen eigenen Kandidaten nominiert hatten. In seiner insgesamt dritten Amtszeit berief er für das Jahr 1951 einen Konvent zur Änderung der seit 1870 gültigen Verfassung ein. In seiner letzten Amtszeit geriet er allerdings auch unter Korruptionsverdacht im Zusammenhang mit dem Kauf eines Hotelgebäudes in Nashville. Für die Wahlen 1952 kam es innerhalb der Demokratischen Partei zu einem Machtkampf zwischen Browning und Frank G. Clement, der die Vorwahlen mithilfe der neuen Medien, wie zum Beispiel des Fernsehens, und der Korruptionsvorwürfe gegen Browning, für sich entscheiden konnte. Damit verlor Browning die Nominierung an Clement.

## Lebensende und Tod
Nach dem Ausscheiden aus dem Amt versuchte er 1954 noch einmal vergeblich, bei den Gouverneurswahlen Clement herauszufordern. Danach zog er sich nach Huntingdon zurück und war wieder als Anwalt tätig.
Er war mit Idas Leach verheiratet.